# Jol Pacute
Jol Pacute är en ort i Mexiko.   Den ligger i kommunen Ocosingo och delstaten Chiapas, i den sydöstra delen av landet, 800 km öster om huvudstaden Mexico City. Jol Pacute ligger 1 240 meter över havet och antalet invånare är 182.
Terrängen runt Jol Pacute är huvudsakligen kuperad. Jol Pacute ligger nere i en dal. Runt Jol Pacute är det ganska tätbefolkat, med 75 invånare per kvadratkilometer. Närmaste större samhälle är Ocosingo, 15,0 km nordost om Jol Pacute. I omgivningarna runt Jol Pacute växer i huvudsak städsegrön lövskog.